# Ballspiel-Club Hartha e.V.
Ballspiel-Club Hartha e.V. é uma agremiação esportiva alemã, fundada a 13 de julho de 1913, sediada em Hartha, na Saxônia.

## História

### De 1913 a 1945
Fundado em 1913, o clube conheceu seus tempos de glória ao chegar em 1935 à Gauliga Sachsen, uma das dezesseis ligas de nível máximo criadas sob a égide do Terceiro Reich. Os nazistas haviam tomado o poder em 1933. O BC conquistou o título em 1937 e 1938. Durante o Campeonato Alemão, temporada 1936-1937, fase final, terminou em segundo atrás do Hamburger SV. Na temporada seguinte, terminou novamente em segundo, atrás do Fortuna Düsseldorf.
O time permaneceu na Gauliga Sachsen até 1941 quando foi rebaixado. No ano seguinte retornou.
Em 1945, foi dissolvido pelas tropas de ocupação aliadas como todos os clubes e associações alemãs, segundo a Diretiva n° 23. Foi reconstituído em 1946 sob a denominação de Sportgemeinschaft Hartha ou SG Hartha.
A localidade de Hartha, como toda a Saxônia se encontrava na zona de ocupação soviética, portanto, na República Democrática Alemã a partir de outubro de 1949.

### Época da RDA
Em 1950, o SG Hartha se tornou a BSG Industrie Hartha. Em seguida, em 1952, recebeu o nome de BSG Fortschritt Hartha.
Sob essa apelação, conquistou o título do Campeonato da Bezirksliga Leipzig, em 1953, da Alemanha Oriental. Tomou parte da fase final para chegar a DDR-Liga, a segunda divisão. Ao vencer a fase, foi promovido. Permaneceria duas temporadas na DDR-Liga, depois foi rebaixado à II. DDR-Liga, uma divisão que constituiu o terceiro nível do futebol do leste alemão de 1955 a 1963.
O BSG Fortschritt Hartha caiu então para a Bezirksliga Leipzig, então quarta divisão, em 1958. Quatro anos depois desceria para a Bezirksklasse. O time voltou à Bezirksliga, em 1964. Assegurou sua permanência até 1966 quando novamente sofreu o descenso. O BSG Fortschritt Hartha voltou ao terceiro nível em 1980, mas foi imediatamente rebaixado.
Em 19 de agosto de 1990 retomou sua apelação histórica de BC Hartha.

### BC Hartha
Ao final da temporada 1991-1992, o clube entrou na Bezirksliga Leipzig, naquele momento, o 5º nível do futebol alemão reunificado. Atuaria nesse certame que, em 1994, tornou-se o 6º nível a partir da criação da Regionalliga (IV) e da 3. Liga até 1999.
Desde então, a equipe recuou na hierarquia. Em 2011, atuou na Kreisliga A da Sächsischer Fußball-Verband (SFV), o 8º nível do futebol alemão.

## Títulos
- Campeão da Gauliga Sachsen: 1937, 1938;
- Campeão da Bezirksliga Leipzig: 1953;